# IM Возничего
IM Возничего (лат. IM Aurigae), HD 33853 — тройная звезда в созвездии Возничего на расстоянии приблизительно 1655 световых лет (около 507 парсеков) от Солнца. Видимая звёздная величина звезды — от +8,55m до +7,96m.
Пара первого и второго компонентов — двойная затменная переменная звезда типа Алголя (EA). Орбитальный период — около 1,2473 суток.

## Характеристики
Первый компонент — бело-голубая звезда спектрального класса B6V или B7V. Масса — 4,5 солнечных, радиус — около 3,08 солнечных. Эффективная температура — около 13500 К.
Второй компонент — жёлто-белая звезда спектрального класса F. Масса — 1,44 солнечной, радиус — около 2,54 солнечных. Эффективная температура — около 6259 К.
Третий компонент — белая звезда спектрального класса A8V. Масса — около 1,7 солнечной. Орбитальный период — около 1372 суток (3,7563 года).